# Camp de sa Punta
Sa Punta era un camp de futbol de Palma (Mallorca, Illes Balears). Era el terreny de joc on es disputaven els partits oficials de l'Athletic FC de la creació del club l'any 1922 fins al 1942 quan va ser esbucat.

## Història
L'any 1922 es va fundar a Palma un nou club de futbol, l'Athletic Futbol Club, que va tenir el seu terreny de joc a uns terrenys denominats de sa Punta, així denominats perquè a prop s'hi trobava la confluència de les antigues carreteres de Sóller i Valldemossa (ara carrers Francesc Suau i d'Alfons el Magnànim), les quals formaven un agut angle a la seva intersecció: l'actual plaça d'Abu Yahya. Estava situat entre els actuals carrers Francesc Suau, Poeta Guillem Colom, Alfons el Magnànim i Joan Valls. Tenia unes dimensions de 98 x 60 metres i una capacitat de 2.800 espectadors, 1.000 asseguts i 1.800 de drets.
Els socis de l'Athletic FC varen subscriure accions de cinc duros per sufragar el naixement de la nova entitat i llogar el terreny de joc. El lloguer responia a la necessitat de tenir un camp en condicions i deixar de jugar en descampats oberts, de superfície irregular, sense grades ni mesures reglamentàries, llavors un costum encara força habitual.
L'Ajuntament de Palma va aprovar l'any 1942 un pla d'urbanització de la zona on es trobava el camp, la qual cosa obligava al club a abandonar-lo. Com el club no gaudia de recursos suficients per aconseguir-ne un de nou, el club s'abocava a la desaparició. Va iniciar contactes amb altres clubs de la ciutat per fusionar-se i poder sobreviure. Finalment, l'Athletic FC va ser absorbit pel Balears FC. El club, que va adoptar el nom de Club Esportiu Atlètic Balears, jugaria al camp del Balears FC, Son Canals.
Poc després, el camp de sa Punta seria demolit fruit del creixement urbanístic de la ciutat.